# Auditorio Municipal de Almoradí
El Auditorio Municipal de Almoradí es una sala de conciertos situada en Almoradí (Alicante), dedicada principalmente a conciertos de música clásica. De titularidad municipal, se encuentra incluido dentro del complejo de la Escuela de Música de Almoradí, que fue inaugurado en su conjunto el 25 de marzo de 2011. El auditorio cuenta con una programación regular de conciertos y audiciones. Tiene un aforo de 452 butacas, distribuidas en un patio de butacas y un anfiteatro.